# Circuit de Gallecs
El Circuit de Gallecs (escrit sovint a l'època Gallechs o els Gallechs, amb ortografia prefabriana) fou un circuit permanent de motocròs d'alt nivell que tingué activitat entre 1974 i 1980. Ubicat a l'espai rural de Gallecs, dins el terme municipal de Mollet del Vallès (Vallès Oriental), durant tota la seva existència fou un dels principals circuits de l'especialitat a Catalunya i tingué una gran activitat. La seva proximitat a Barcelona, unida al fet de la gran afició al motocròs que hi havia a Mollet i rodalia, feia que l'afluència de públic i practicants fos nombrosa i continuada.
Gestionat pel Motoclub Mollet en col·laboració amb l'Escuderia Isern, amb Josep Isern al capdavant, el circuit fou la seu d'esdeveniments de prestigi, com ara les 150 Milles de Mollet, el Motocròs de Mollet (puntuable en diverses edicions per al Campionat d'Espanya) i proves puntuables per al Trofeu Montesa. A banda, s'hi impartiren nombrosos cursets de motociclisme infantil (motocròs i trial), una activitat en què Josep Isern fou pioner.

## Situació

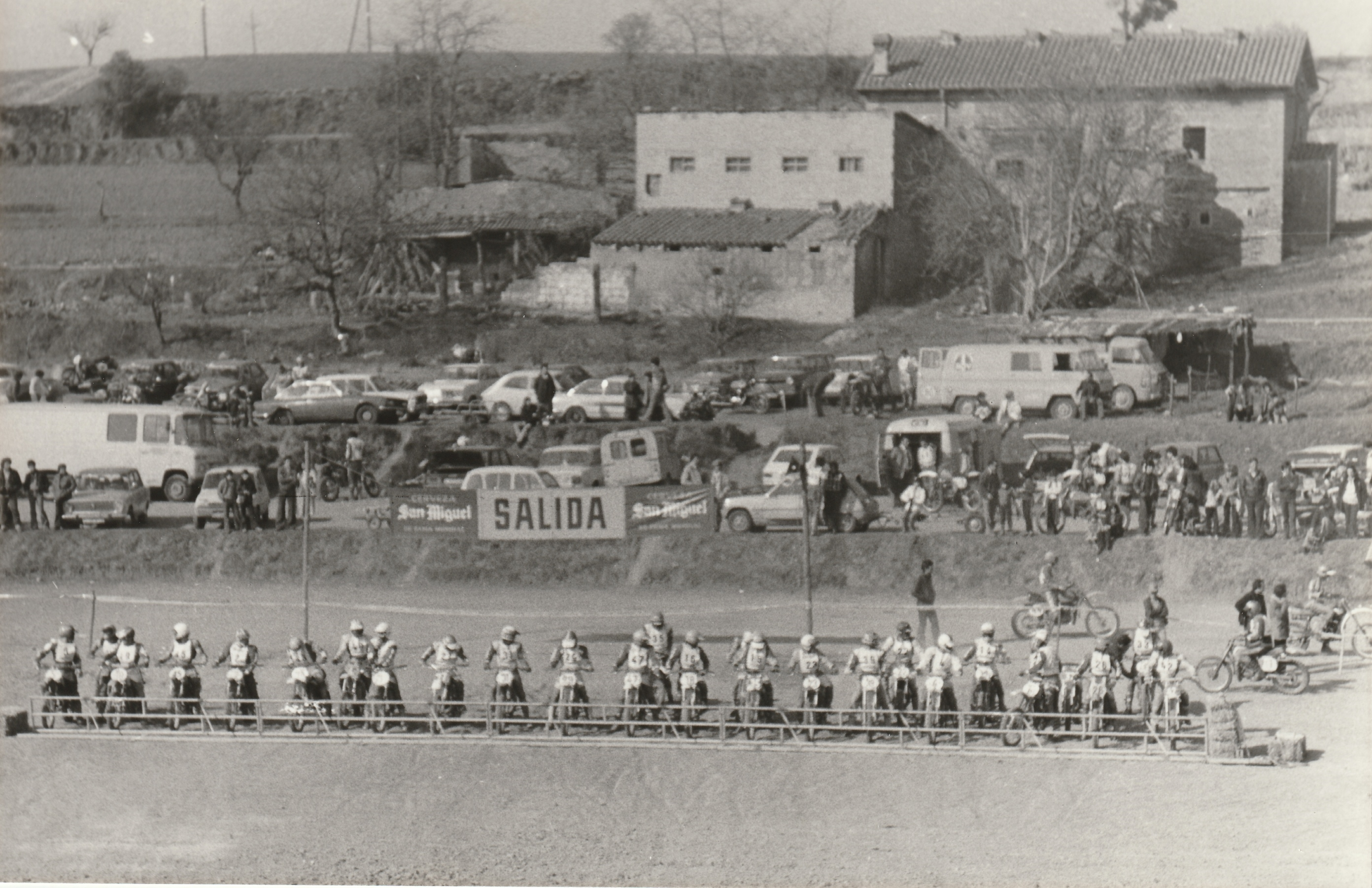
Sortida d'una cursa a Gallecs el 1978. Al fons, Can Xalet.

El circuit de Gallecs s'ubicava al bell mig de l'espai de Gallecs, a tocar de la masia deshabitada de Can Xalet (la recta de sortida començava a pocs metres del mur oriental de la casa). Encara conservada avui dia, la masia de Can Xalet apareix amb el número 15 dins el catàleg de Masies del Pla Especial Urbanístic del Parc Territorial de Gallecs, situada al sud de Can Jaume Magre (núm. 16) i al nord-est de Can Cruz (núm. 5). La més coneguda de totes les que l'envolten es Can Jornet (núm. 2), uns 600 mts al sud-est de Can Xalet. La sortida del circuit era, doncs, a menys d'un km al nord-est de l'ermita de Santa Maria de Gallecs, travessant el camí de Gallecs que enllaça, pel nord, amb la carretera C-155 i que és la continuació del carrer de Gallecs de Mollet del Vallès.
L'any 2004, l'espai que ocupava l'antic circuit fou restaurat pel Consorci de l'Espai Rural de Gallecs mitjançant un pla d'actuació que consistí en la plantació de diverses espècies d'arbres (pins, roures, alzines i altres) i la senyalització de la zona. El projecte es va fer aprofitant el finançament d'un programa europeu per a la reforestació de zones degradades.

Cap al 2016, l'INCASÒL descobrí nombrosos sediments detrítics miocènics a l'espai que ocupava l'antic circuit, els quals hi afloren a causa de l'erosió antròpica. S'hi ha detectat presència d'arcoses ocres i/o groguenques i alguns nivells d'arcoses conglomeràtiques, amb còdols tant de naturalesa ígnia (granodiorites, granits i roques filonianes associades) com, en menor proporció, d'esquists, pissarres, quars i roques carbonatades.

## Característiques

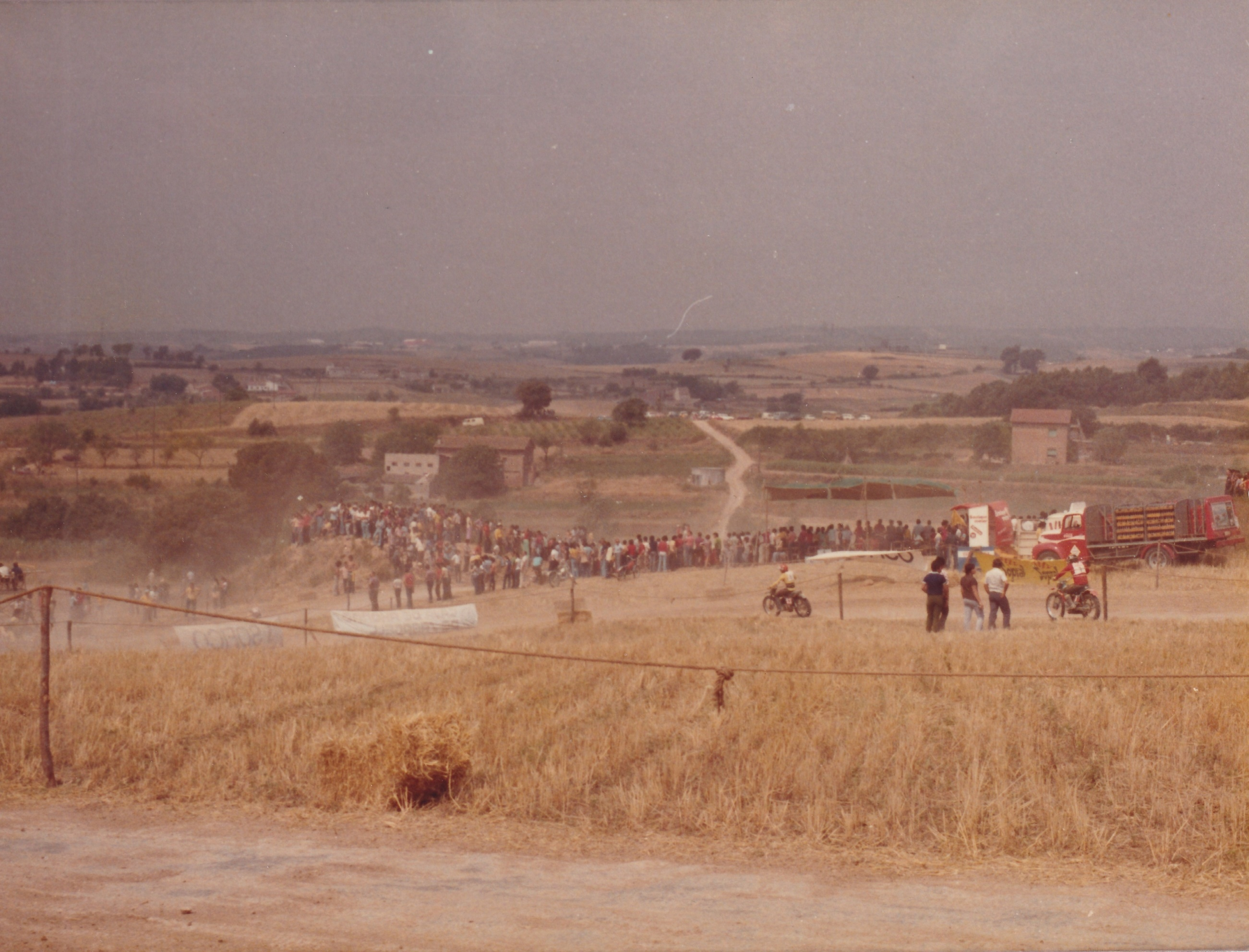
Una cursa a Gallecs l'estiu de 1974, enmig de camps sembrats

El circuit de Gallecs feia uns 2.200 metres de llargada i una amplada considerable (variable segons la zona), i es recorria en el sentit contrari al de les busques del rellotge. La recta de sortida, d'uns 100 metres de llarg per uns 50 d'ample, era a pocs metres del mur oriental de la masia de Can Xalet i estava orientada vers l'est. Aquesta recta feia un lleu pendent progressiu que culminava en un salt, passat el qual en venia un altre i, tot seguit, començava la zona més revirada del traçat. La pista tenia nombrosos revolts i salts, al final dels quals es tornava a eixamplar progressivament fins que arribava al darrer salt, que enllaçava amb la recta de sortida formant un ampli angle recte. En aquesta cruïlla hi havia la línia d'arribada i la zona de cronometratge i direcció de cursa. Bona part del circuit quedava enclotat i en un punt hi havia la zona coneguda com a la "banyera", a causa del seu pronunciat desnivell (quan plovia i la pista s'enfangava, aquesta banyera esdevenia un autèntic "parany" per als participants). Amb pluja o sense, hi havia també una zona pantanosa, producte de les aigües de rieres properes (no gaire lluny, hi ha els aiguamolls de Can Salvi).
Habilitat sobre el que havien estat terres de conreu, el circuit discorria enmig de camps de blat (ben a prop de la sortida hi havia uns marges i començaven els sembrats). Malgrat que els antics amos de les masies veïnes, totes deshabitades, continuaven treballant els seus antics camps, no hi havia conflicte i ambdues activitats coexistien (el fet que bona part del circuit quedés enclotada feia que no molestés gaire els pagesos quan anaven a treballar les terres contigües). A banda, tant el Motoclub Mollet com en Josep Isern, ben conegut per aquells verals, mantenien una bona relació amb els pagesos de la zona.
Durant tota la seva existència, el circuit de Gallecs gaudí de bones crítiques per part dels pilots, premsa i públic. Sovint, se'n lloaven els nombrosos salts i "piràmides" (la majoria dels quals naturals, ja que el terreny on s'assentava no és gaire pla). El seu punt fort era la gran quantitat de terreny disponible, cosa que facilitava poder-ne anar variant el traçat a conveniència, com es feia sovint en funció de la cursa que s'hi organitzava.

### Equipaments i serveis

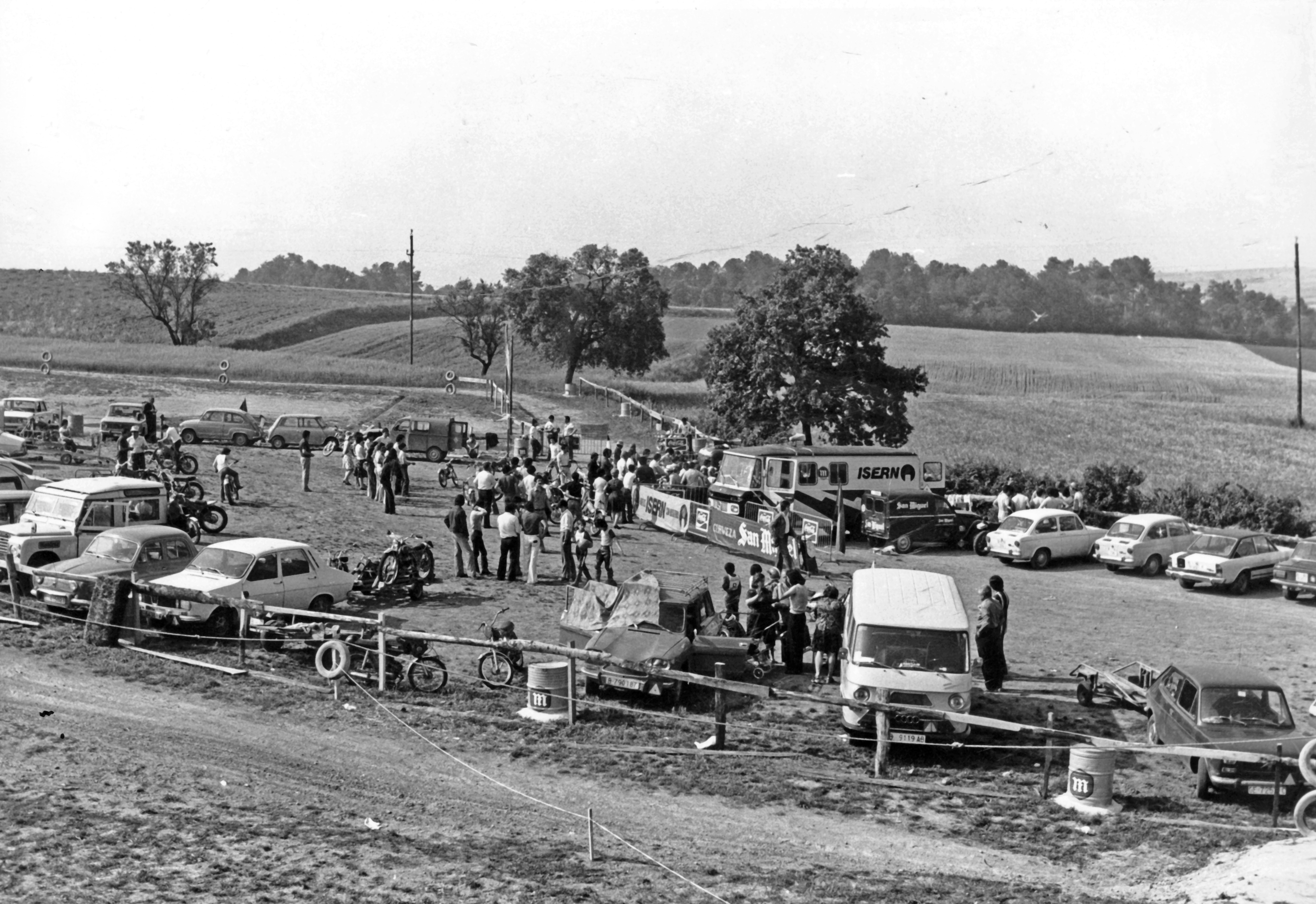
L'aparcament del circuit cap a 1975

El circuit de Gallecs s'arranjava sovint i es preparava especialment de cara a les principals curses (150 Milles de Mollet, Trofeu Montesa i proves puntuables per al Campionat d'Espanya), proveint-lo de tots els serveis que havia de menester per a aquell esdeveniment. Al contrari que en altres circuits, com podia ser el del Vallès, no se'n tancava tot el perímetre ni s'instal·laven taquilles als accessos, ja que els nombrosos camins que hi menaven feien impossible d'evitar que la gent hi entrés pertot arreu. En una o dues ocasions, el Motoclub Mollet va posar un parell de posts de venda d'entrades a les principals vies d'accés, però en van arribar a vendre molt poques perquè la gent hi anava per altres camins.
A tocar del circuit, hi havia una àmplia zona d'aparcament amb capacitat per a 5.000 automòbils. Dins el recinte hi havia la zona de boxes i parc tancat per als participants, zona de premsa, cronometratges i direcció de cursa, més els serveis elementals: aigua corrent per als corredors, lavabos, bar i avituallament, venda de marxandatge i altres. El parc tancat disposava fins i tot d'una recta d'acceleració per tal que els pilots provessin les seves motos amb tranquil·litat. Prop de Can Xalet, hi havia una gran bassa d'aigua que servia també per a regar la pista i evitar-hi l'excés de pols a l'estiu. Aquesta bassa és encara visible avui dia.
Abans de les curses, el traçat del circuit es delimitava totalment amb estaques i bales de palla, cosa que feia personalment la família Isern (en Josep, la seva dona Montse i les filles, Núria i Glòria). La principal característica d'aquelles bales de palla és que no ho eren, sinó que eren d'herba: els Isern l'anaven a recollir davant l'antic repetidor de Ràdio Nacional d'Espanya de Gallecs i en feien les bales (en no ser palla, sinó herba, les bales resultants eren molt pesades). Un cop fetes, les bales s'emmagatzemaven a l'antiga masia de Can Cruz, deshabitada com totes les altres del voltant.

## Història

### Antecedents: l'ACTUR de Gallecs

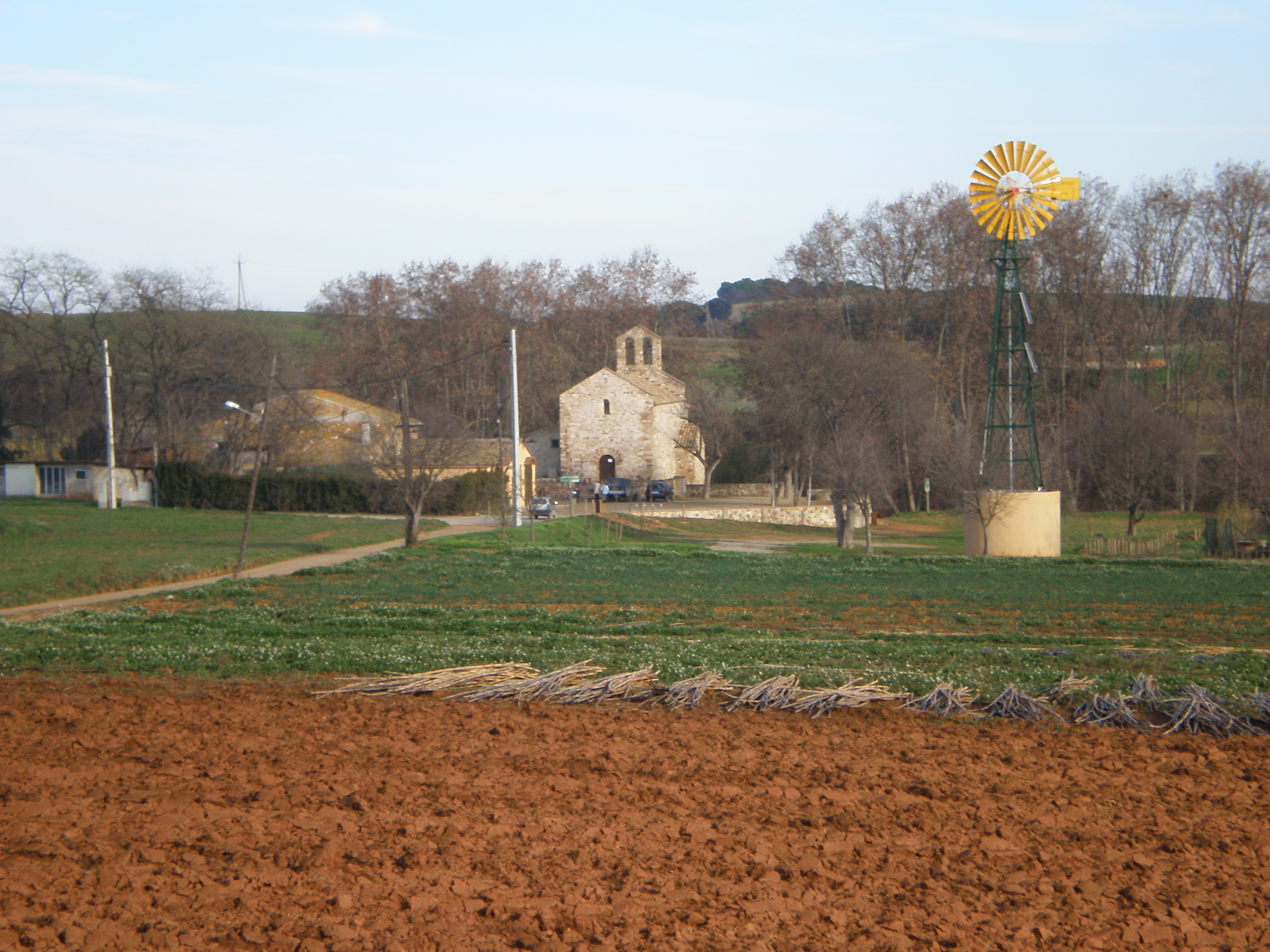
L'ermita de Gallecs, a tocar de la qual es volia fer la Ciudad Santa María de Gallecs

El 1968, el Pla director de l'àrea metropolitana de Barcelona preveia la construcció d'una gran ciutat per a uns 130.000 habitants a la zona de Gallecs, una mena de Bellvitge on tot eren camps. El 1971, l'Instituto Nacional de Urbanización (adscrit al Ministerio de la Vivienda franquista) va endegar l'ACTUR "Ciudad Santa María de Gallecs" i va expropiar una àmplia zona rural de 1.500 ha repartida entre set municipis del Vallès Occidental i l'Oriental (entre ells Mollet, Parets i Santa Perpètua), la gran majoria ocupant els terrenys de Gallecs. Els propietaris de les diverses parcel·les agràries reberen una minsa compensació i hagueren d'abandonar les seves masies centenàries, per bé que inicialment seguiren conreant els camps circundants en espera d'esdeveniments.
A poc a poc, però, la inestabilitat sobreviguda va fer que la majoria de les explotacions ramaderes anessin desapareixent i les agrícoles derivessin cap al monocultiu de cereals d'hivern. Alguns propietaris abandonaren les explotacions i els masovers cercaren feina en el sector industrial. Els pagesos visqueren una situació d'inestabilitat en què part dels terrenys restaren erms i algunes de les masies foren ocupades.
La situació de provisionalitat de Gallecs s'arrossegà prop de dos decennis, fins que amb la recuperació de la Generalitat de Catalunya, els terrenys expropiats varen passar a mans de l'INCASÒL. Malgrat tot el temps transcorregut, l'ACTUR de Santa Maria de Gallecs mai no es va arribar a executar, entre altres motius per la crisi del petroli de 1973, la fi de la dictadura amb el pas a l'anomenada transició i la forta pressió popular desfermada en contra d'aquest pla d'urbanització.

### La construcció del circuit
El 6 d'abril de 1974, el matrimoni Isern (Josep i Montse) i sis coneguts seus constituïren a Mollet del Vallès el Motoclub Mollet. L'entitat es va formalitzar legalment el 21 de juny i, de seguida, començà les seves activitats (cal dir que el matrimoni Isern ja portava anys organitzant esdeveniments motociclistes des de la seva Escuderia Isern, per la qual cosa la nova entitat naixia amb molta experiència acumulada). Una de les primeres iniciatives del nou Motoclub fou la construcció d'un circuit de motocròs permanent a la ciutat.
A començaments de la dècada del 1970, l'afició per la moto de muntanya a Catalunya era al seu zenit i Mollet, com moltes altres poblacions, patia una allau de joves afeccionats que s'hi passejaven tothora amb les seves motocicletes "trucades", amb el consegüent problema de convivència (sorolls, fums, inseguretat viària). Això va fer que l'alcalde franquista del moment, Fermí Jaurrieta (dedicat, entre altres negocis, als recanvis de motocicleta), s'impliqués seriosament amb la idea dels Isern i els encoratgés a tirar-la endavant amb ple suport de l'Ajuntament.
La primera decisió a prendre fou l'emplaçament. Atesa la poca superfície del terme municipal de Mollet (encaixonat pel Besòs, Parets, Santa Perpètua i La Llagosta, amb la B-30 ocupant bona part del terme), les opcions eren poques. La primera idea fou fer-lo al costat de l'antiga embotelladora de la llet Rania, entre Mollet i La Florida, però en pertànyer al terme de Santa Perpètua s'hagué de descartar. La segona opció, fer-lo al costat de la confluència del Tenes amb el Besòs, fou també arraconada pel perill de riuades. L'alcalde Jaurrieta proposà llavors de fer-lo a Gallecs. Malgrat que aquells terrenys havien estat expropiats feia anys pel Ministerio de la Vivienda, Jaurrieta adduïa que, mentre no s'hi edifiqués, tot allò era terme de Mollet i ell n'era el responsable. Cal dir que, abans de fer-s'hi el circuit, tots aquells paratges s'havien fet servir durant anys amb finalitats motociclistes: els Isern hi provaven sovint les motos de trial, motocròs i tot-terreny que venien, i els fabricants locals Derbi i Ducson posaven a punt les seves motos de velocitat a la llarga recta de Gallecs (actualment, un carrer més de la ciutat).
Un cop triat l'emplaçament, s'hi va traçar el circuit amb l'ajuda de màquines cedides per l'Ajuntament de Mollet, de manera que al juliol d'aquell mateix any, 1974, tot estava a punt per al primer Motocròs de Festa Major. Abans de la celebració de la cursa, però, calgué apaivagar els ànims dels pagesos que treballaven els camps veïns, ja que era temps de sega i la idea de tenir tanta gent per allà els semblava molt inapropiada. Després d'algunes picabaralles inicials (alguns pagesos van arribar a anar al domicili dels Isern per amenaçar Josep), l'alcalde Jaurrieta, els membres del Motoclub Mollet i el propi Josep Isern van reconduir la situació.

### Activitat
Un cop inaugurat el 1974 amb el I Motocròs de Festa Major, el circuit de Gallecs entrà en una fase de gran activitat. Els caps de setmana hi havia sempre molts afeccionats, vinguts tant de Mollet com d'altres indrets, practicant-hi amb les seves motos. També hi anaven sovint pilots professionals, entre ells Kalevi Vehkonen, qui tot i haver abandonat Montesa a mitjan 1974 per a pilotar una Husqvarna, havia visitat Gallecs diverses vegades quan el circuit encara estava en fase de construcció (el finlandès, acostumat als Grans Premis, hi feia llargues tandes d'entrenament de 45 minuts, mentre que els pilots catalans amb menys de la meitat ja en tenien prou).

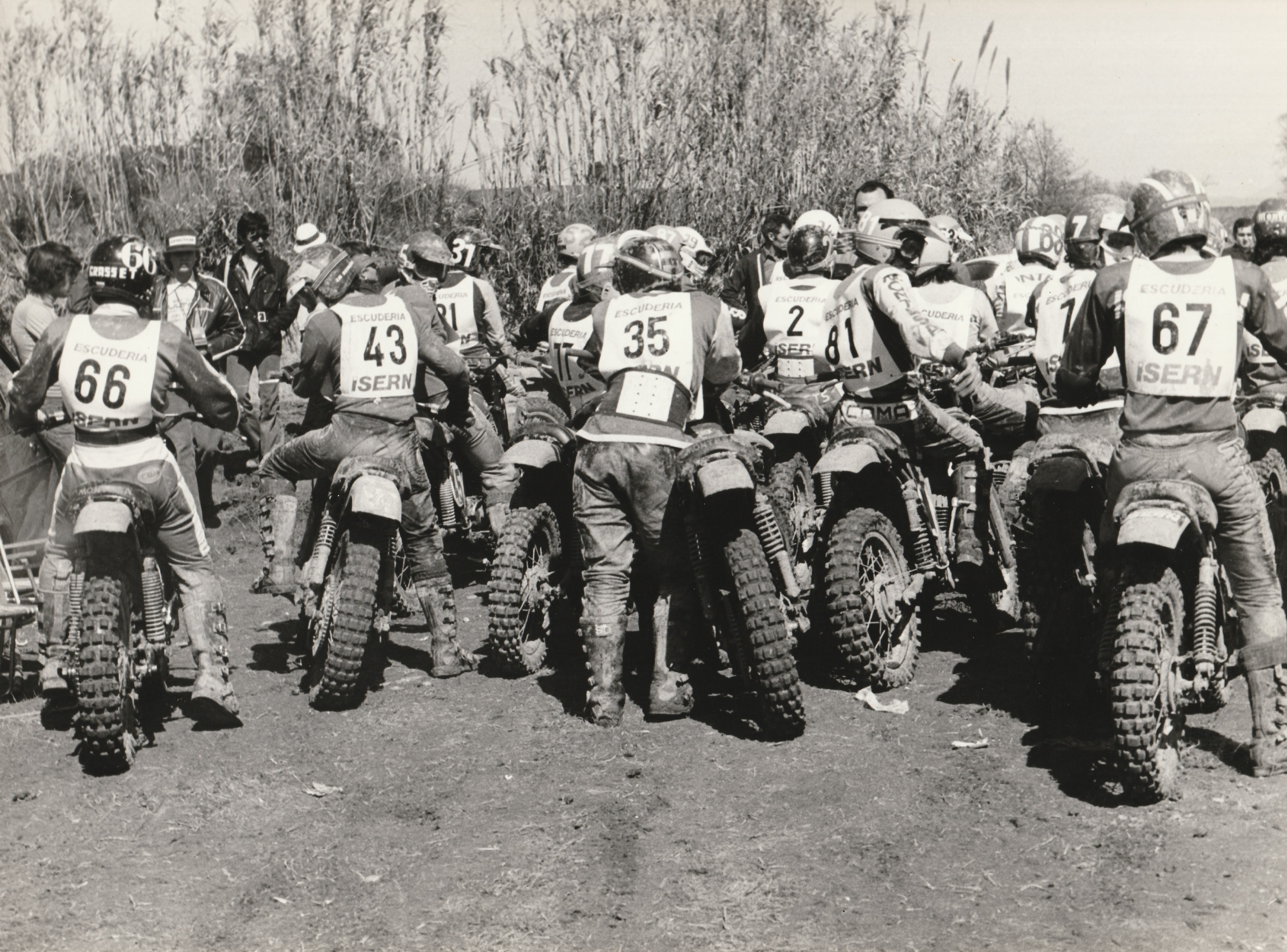
Pilots esperant prendre la sortida en una cursa a Gallecs el 1977

Al llarg de l'any, el Motoclub Mollet i l'Escuderia Isern organitzaven diverses competicions al circuit: a més del Motocròs de Festa Major de l'estiu (cap al juliol-agost), s'hi corria el Motocròs Vila de Mollet, puntuable per al Campionat Provincial i el de Catalunya (i en dues ocasions, per al d'Espanya), les 150 Milles de Mollet al novembre i diversos cursets infantils durant tot l'any. Com que els terrenys de Gallecs, expropiats, eren propietat del Ministerio de la Vivienda, cada vegada que s'hi organitzava una cursa important calia demanar el corresponent permís oficial a l'ens que els gestionava: l'"ACTUR Santa María de Gallecs, SA."
Un dels esdeveniments més habituals a Gallecs fou la prova puntuable per al Trofeu Montesa, que es corria sempre a finals d'hivern. A la primera edició, el 1976, s'hi van presentar més de 200 pilots, cosa que va obligar a començar a fer eliminatòries dissabte al mati (una situació que es repetia anualment). Com a anècdota, un participant que venia de Madrid amb tren, va intentar anar des de l'estació de França al circuit de Gallecs conduint la seva Montesa Cappra per carretera. La guàrdia civil el va aturar a la sortida de l'Avinguda Meridiana de Barcelona i, en comptes de multar-lo, van aturar una furgoneta i li van demanar al conductor que portés el jove a la botiga Isern de Mollet.
Era habitual que les curses programades a Gallecs els mesos de febrer i març s'hi haguessin de córrer amb el circuit enfangat. D'entre totes aquestes, n'hi ha dues d'especialment recordades per la gran quantitat de fang acumulada a la pista, producte de la pluja caiguda els dies anteriors: la primera va ser el 13 de març de 1977, durant el Trofeu Montesa i la Copa Júnior 125cc, i la segona el 24 de febrer de 1980, durant la prova inaugural del Campionat d'Espanya de 250cc. D'altra banda, al llarg de l'etapa d'activitat del circuit, s'hi hagueren de lamentar dues morts: El 1977, l'eivissenc Antoni Riera, líder provisional del II Trofeu Montesa, es va estavellar contra un arbre mentre s'hi entrenava per a provar la moto i es va morir a l'Hospital de la Vall d'Hebron sis dies després. L'altra víctima mortal fou Amadeu Bernades, un jove pilot que es va morir al circuit d'un atac de cor durant un Motocròs de Festa Major, un any que hi feia molta calor.

### La fi del circuit

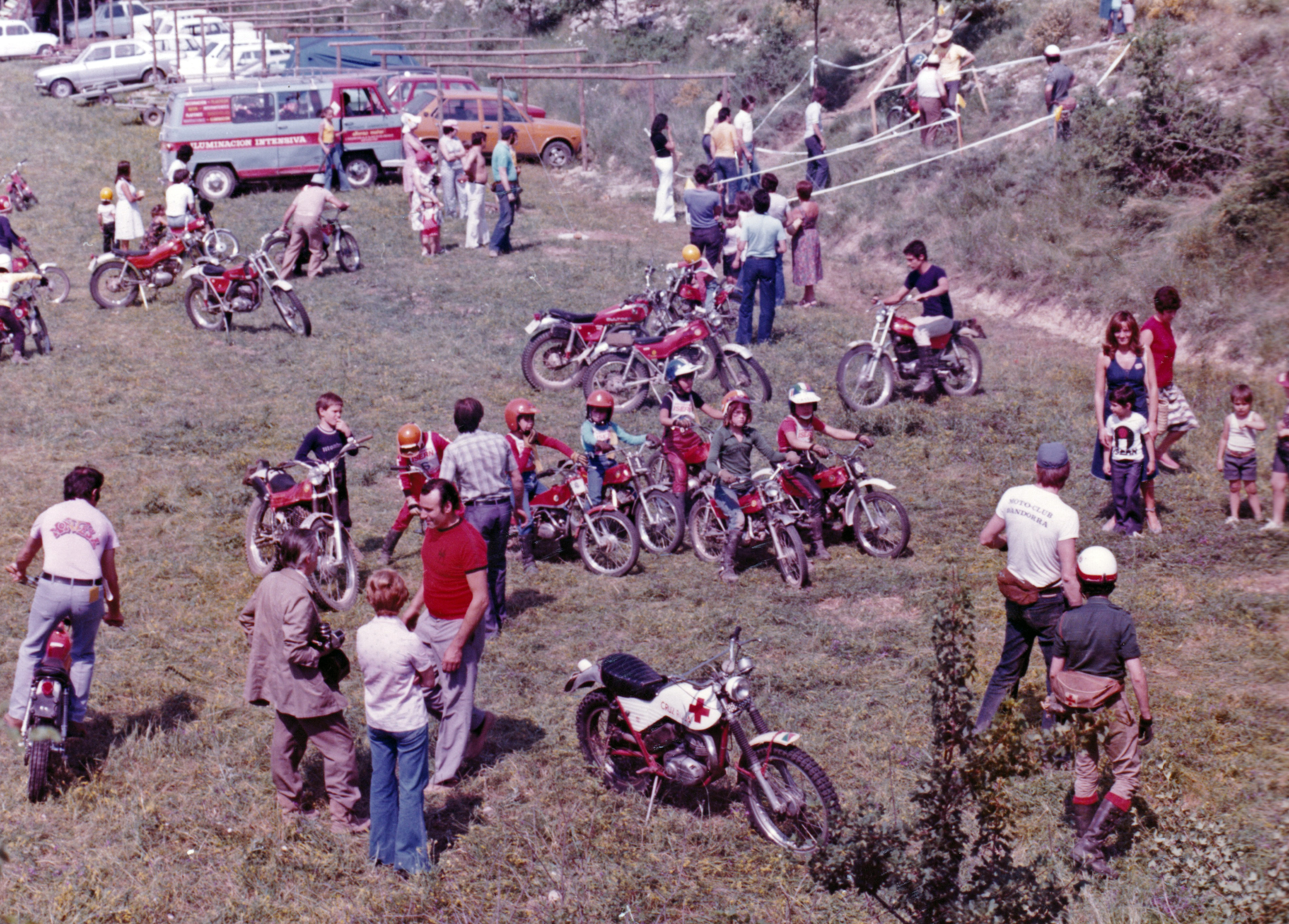
A l'esquerra, de vermell: Josep Isern a la inauguració de la seva finca El Toll (Moià), l'estiu de 1976

En paral·lel a l'activitat esportiva, a Gallecs la lluita veïnal i ecologista contra l'ACTUR es consolidava. El 1977 es consituí la Comissió per la defensa de Gallecs, el 1978 s'hi van aplegar 8.000 persones en una manifestació i a començaments dels 80, més de cent activistes ecologistes hi ocupaven cases per tal d'evitar-ne l'enderroc. Un dels activistes més militants, Lluís Ansó, vivia ben a prop del circuit, a Can Jornet. Magdalena, mestressa de la masia i cosina de la mare de Josep Isern, el tranquil·litzava sovint dient-li que mai no tancarien el circuit de Gallecs. Tanmateix, preveient que tard o d'hora sí que acabaria per desaparèixer (ja fos perquè la zona s'acabés urbanitzant o bé perquè la lluita popular aconseguís que fos declarada parc natural), Josep Isern començà a cercar alternatives. El novembre de 1975, adquirí una finca de 48 ha prop de les coves del Toll de Moià, a tocar de Collsuspina, amb la idea de crear-hi un nou circuit i una àmplia zona al voltant per a la pràctica del motociclisme de muntanya. El nou circuit, anomenat El Toll, inicià la seva activitat el juliol de 1977 amb la celebració dels I 1.000 km T.T. Isern.
El 1980, es van transferir a la Generalitat de Catalunya les competències de l'antic Instituto Nacional de Urbanización (INUR), així com tot el patrimoni immobiliari a ell adscrit, entre el qual els terrenys de Gallecs. El mateix any, la Generalitat creà l'Institut Català del Sòl (INCASÒL), a qui es va adscriure la propietat d'aquests terrenys. Aquell fou el darrer any d'activitat del circuit, probablement perquè amb el traspàs de la propietat de Gallecs a la Generalitat, l'activitat motociclista a la zona fou prohibida de seguida. La darrera cursa important de què es té notícia a Gallecs fou el VII Motocròs Vila de Mollet, puntuable per al Campionat d'Espanya, que s'hi celebrà el cap de setmana del 23 i 24 de febrer de 1980.
El 1983, quan feia anys que el circuit de Gallecs estava en desús, s'anuncià a la premsa que el 21 d'agost d'aquell any tornaria a allotjat una cursa de motocròs, concretament una de promoció per a joves anomenada "Mollet busca un Campeón", però no hi ha constància que s'arribés a celebrar o, si més no, no tingué continuïtat. D'altra banda, tot i haver abandonat el circuit de Gallecs, el "Motocròs de Mollet" se seguí celebrant encara uns anys amb aquesta denominació, per bé que ara ja al nou circuit El Toll. L'u de març de 1981, per exemple, es disputà al Toll l'anomenat "VIII Motocròs de Mollet", puntuable en aquella ocasió per al Campionat d'Espanya de 500cc i per al VI Trofeu Montesa. També hi ha constància del "X Motocròs de Mollet", celebrat el 21 de setembre de 1983 al circuit del Moianès.

## Competició

### Principals esdeveniments

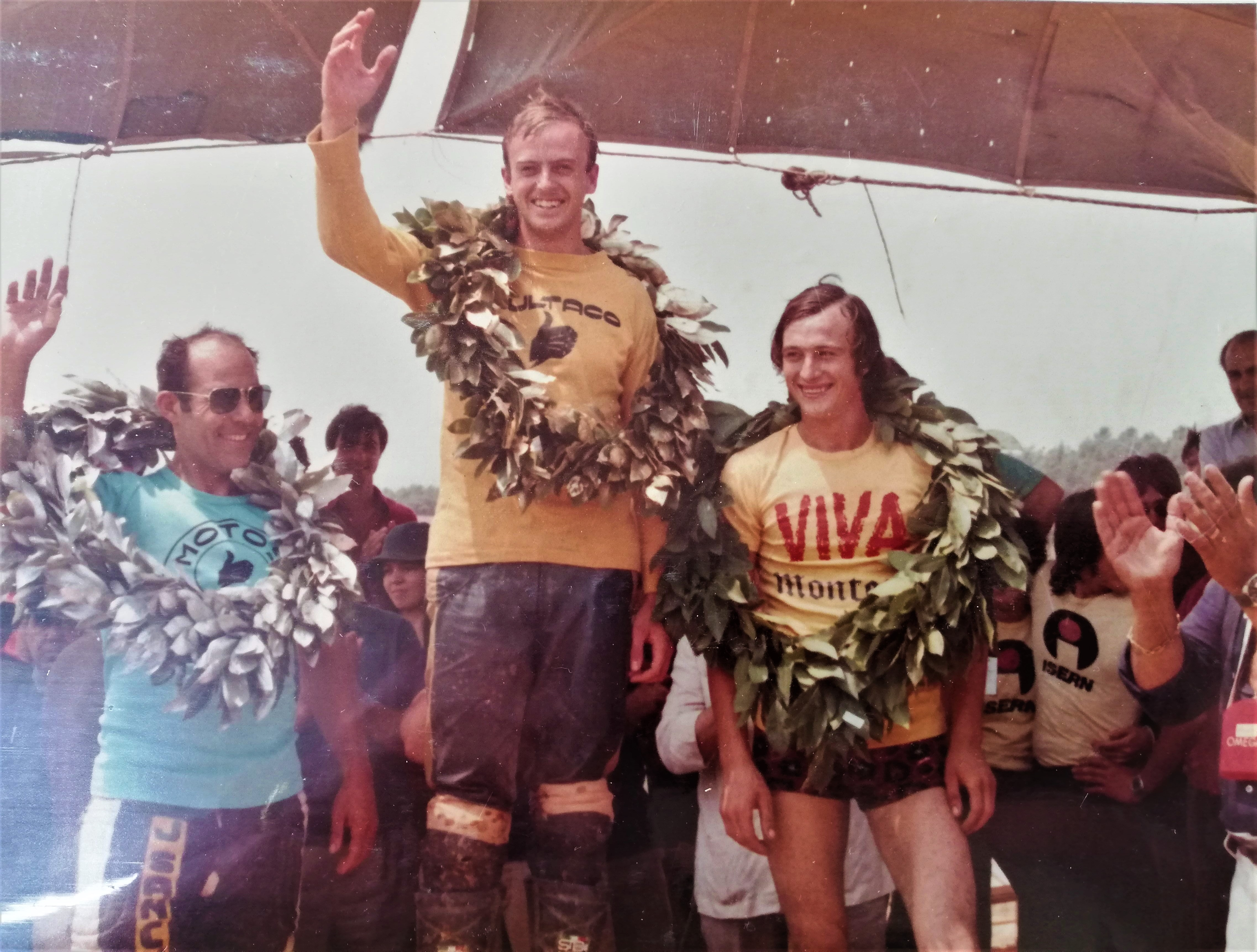
Podi a Gallecs cap a 1974. D'esquerra a dreta: Pepe Sánchez, Ignasi Bultó i Domingo Illa

Els principals esdeveniments que acollí el circuit de Gallecs al llarg de la seva història varen ser aquests:
| Esdeveniment            | Organitzador            | Data usual     | De   | A    | Edicions |
| ----------------------- | ----------------------- | -------------- | ---- | ---- | -------- |
| 150 Milles de Mollet    | Motoclub Mollet         | 1 de novembre  | 1974 | 1978 | 5        |
| Trofeu Montesa          | Montesa/Motoclub Mollet | Al febrer-març | 1976 | 1980 | 5        |
| Campionat d'Espanya     | Motoclub Mollet/PM 10xh | Al febrer-març | 1977 | 1980 | 3        |
| Motocròs Vila de Mollet | Motoclub Mollet         | Variable       | 1975 | 1979 | 5        |
| Motocròs de Festa Major | Motoclub Mollet         | Al juliol      | 1974 | 1979 | 6        |

1. ↑  De cara a les curses puntuables per al Campionat d'Espanya, el Motoclub Mollet demanava sovint la col·laboració de la Penya Motorista 10 x Hora, amb la qual mantenia molt bona relació.

Tot seguit se'n detalla la cronologia:
| Any  | C. d'Espanya 250cc | Copa RFME Júnior 125cc | Trofeu Montesa | Motocròs Vila de Mollet | Motocròs de Festa Major | 150 Milles de Mollet |
| ---- | ------------------ | ---------------------- | -------------- | ----------------------- | ----------------------- | -------------------- |
| 1974 | -                  | -                      | -              | I - ?                   | I - Al juliol?          | I - 1 de novembre    |
| 1975 | -                  | -                      | -              | II - ?                  | II - Al juliol?         | II - 1 de novembre   |
| 1976 | -                  | -                      | 14 de març     | III - ?                 | III - Al juliol?        | III - 1 de novembre  |
| 1977 | -                  | 13 de març             | 13 de març     | IV - 13 de març         | IV - 17 de juliol       | IV - 1 de novembre   |
| 1978 | 27 de febrer       | -                      | 12 de març     | V - 27 de feber         | V - 16 de juliol        | V - 1 de novembre    |
| 1979 | -                  | -                      | 18 de març     | VI - 25 de febrer       | VI - Al juliol?         | -                    |
| 1980 | 24 de febrer       | -                      | 24 de febrer   | VII - 24 de febrer      | ?                       | -                    |

1. ↑  El titular del diari presenta un error, ja que el de 1978 no era el IV, sinó el V Motocròs Vila de Mollet.
2. ↑  El titular de la revista presenta un error, ja que el de 1979 no era el V, sinó el VI Motocròs Vila de Mollet.

### Les 150 Milles

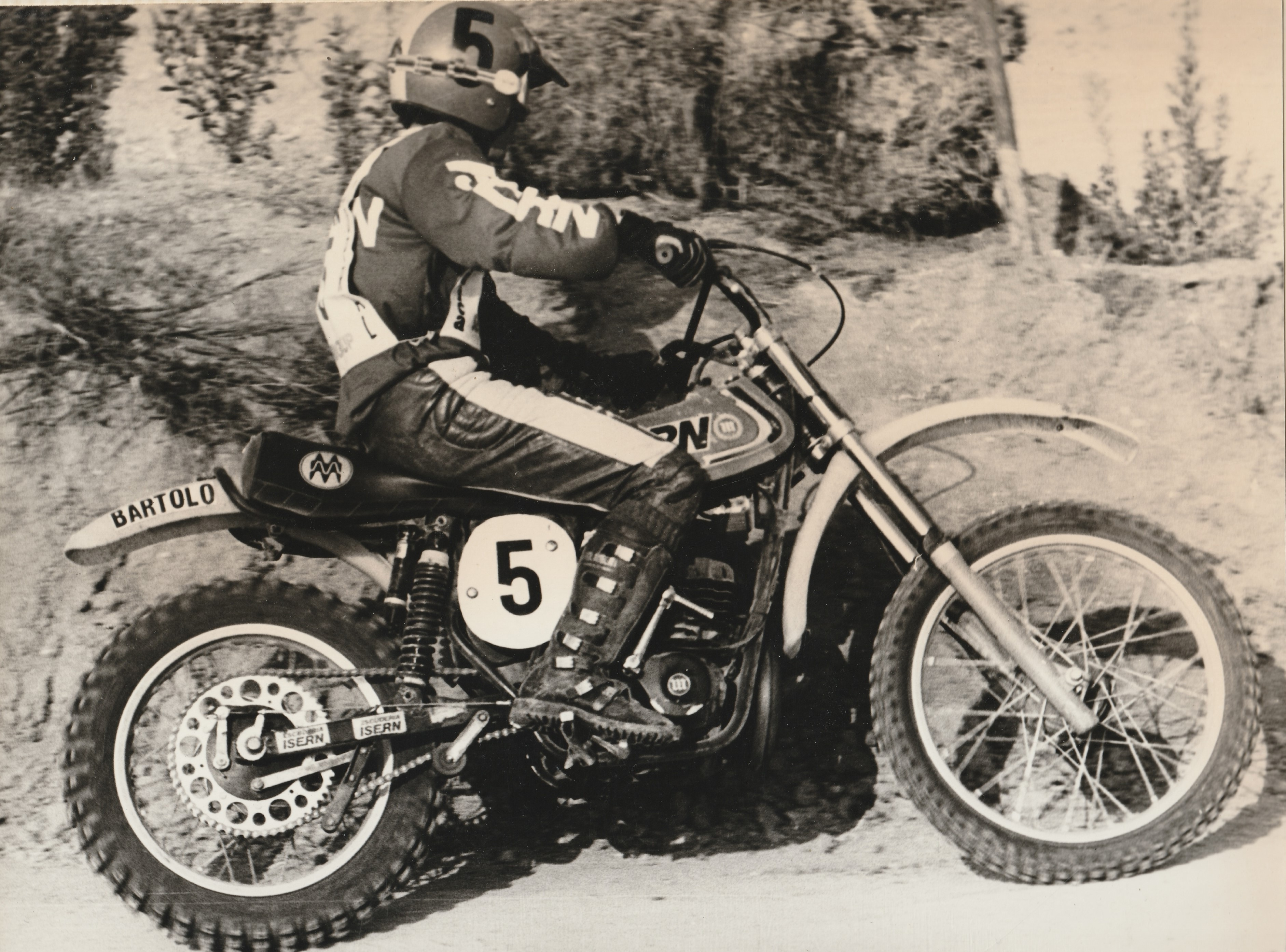
Bartolo Quesada durant les 150 Milles de 1977

La prova més emblemàtica de totes les que es corrien a Gallecs va ser probablement les 150 Milles de Mollet. Es tractava d'una cursa de Resistència Tot Terreny, una modalitat híbrida entre el motocròs, l'enduro i la resistència que a mitjan dècada del 1970 tingué força acceptació. Celebrada sempre el dia de Tots Sants (1 de novembre), la prova despertava molta expectació i, si el temps acompanyava, la presencia d'espectadors era massiva.
Durant les primeres edicions de les 150 Milles, els equips oficials de les marques catalanes (Bultaco, Montesa, OSSA i Derbi) hi enviaven els seus principals pilots, els quals sovint hi posaven a prova nous prototips de cara a la següent temporada. Al llarg dels anys, per Gallecs hi van passar pilots de la talla de Narcís Casas, Toni Elías, Ignasi Bultó, Randy Muñoz, Domingo Gris, Ton Marsinyach, Bartolo Quesada, Ramon Burés, Toni Arcarons, Carles Mas, Albert Ribó, Domingo Illa, Narcís Roca i molts altres.

## Cursets de motociclisme infantil

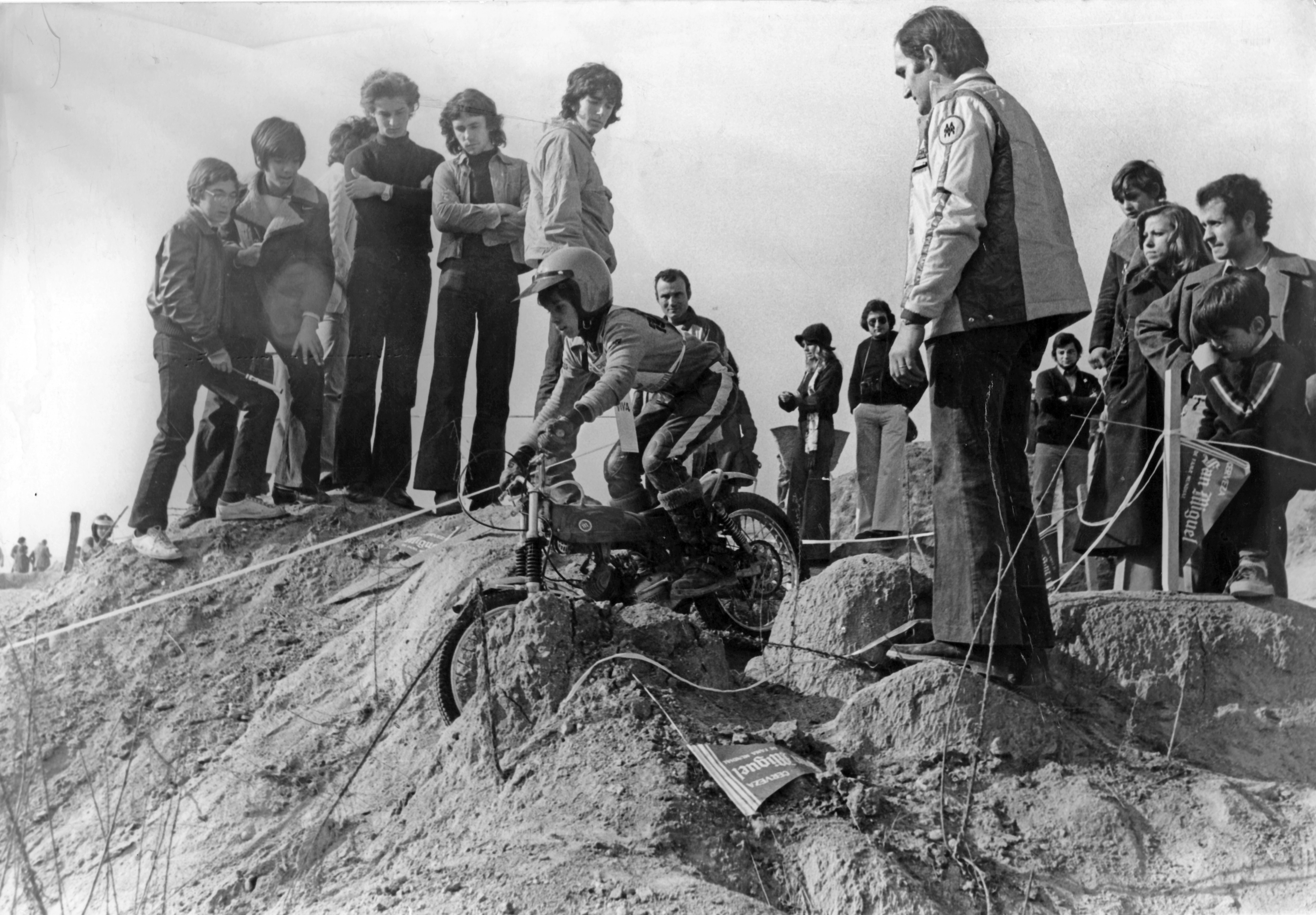
Pere Pi observant un assistent al curset de trial l'hivern de 1974

Una de les activitats que més va prioritzar Josep Isern des de la seva Escuderia va ser la promoció i formació de nous talents entre els més petits. Ja el 1972 havia estat pioner en l'organització de curses de motocròs i trial per a nens i, a partir d'aleshores, va anar convertint aquelles trobades, merament competitives, en cursets on monitors experts en cada especialitat ensenyaven les tècniques de pilotatge i aconsellaven in situ als petits motociclistes. Al circuit de Gallecs i el seu entorn immediat se n'hi celebraren uns quants, ja que la zona era òptima tant per a fer-hi curses de motocròs (lògicament, en trams del circuit reduïts i adequats per als infants) com per a muntar-hi quatre zones de trial senzilles per tal que els joves aprenents hi practiquessin.
El primer curset infantil que es va fer a Gallecs se celebrà pels volts de Nadal de 1974 i s'hi van impartir classe de motocròs i de trial, aquestes darreres a càrrec de l'antic Campió d'Espanya Pere Pi. Com era habitual a Gallecs, el director de l'esdeveniment fou Ricard Pinet, habitual col·laborador de Josep Isern en tota mena de competicions i trobades.
El 22 de juny de 1975, se celebrà a Gallecs el III Curset Infantil de trial i motocròs del Motoclub Mollet, al qual hi assistiren més de 50 joves aprenents. Pel que fa al trial, els més destacats en varen ser Marcel·lí Corchs, llavors amb poc més de 10 anys, Enric Vacarisas i Àlex Llobet, mentre que a la categoria de fins a 125cc ho varen ser Marcel Vacarisas, Jordi Sallent i Xavier Atienzar. A les classificacions del motocròs, els més ben situats a les categories de 25, 50, 75 i 125cc varen ser, respectivament, Jordi Sallent (25 i 50cc), Alfons Mañer i Xavier Atienzar.
A Gallecs no només s'hi van celebrar diversos cursets infantils, sinó que també s'hi va arribar a rodar un anunci publicitari adreçat als més petits, concretament un dels populars caramels Palotes, el qual es va emetre durant una temporada per TVE. L'anunci, rodat cap al març de 1977 en un circuit força enfangat, mostra una cursa de motocròs en què hi participen una vintena de joves corredors, entre ells el futur pilot del Mundial de motociclisme Alberto Puig (és justament ell qui apareix, al final de l'anunci, dalt de tot del podi com a guanyador).

## Galeria d'imatges

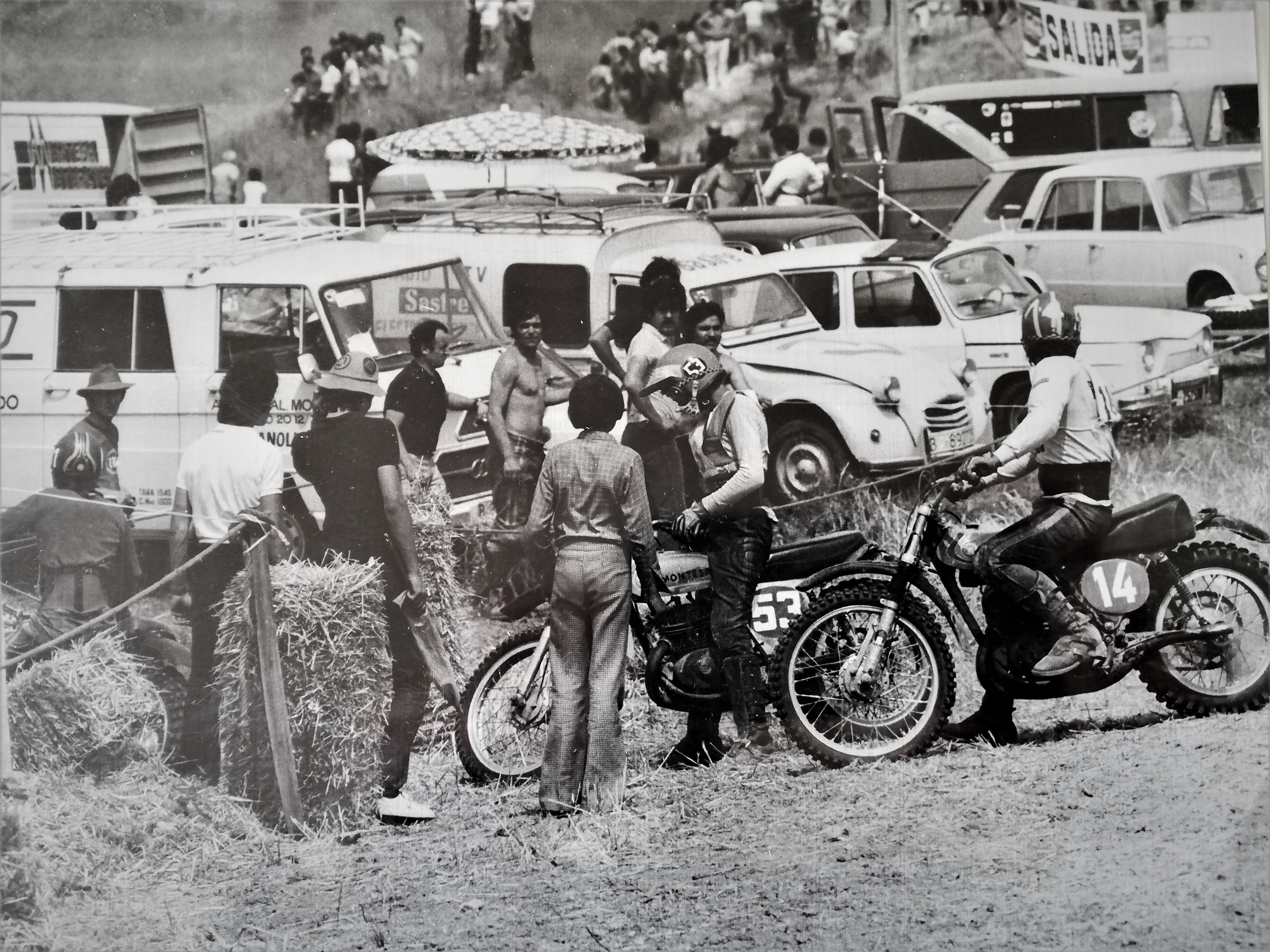
El parc tancat cap a 1974
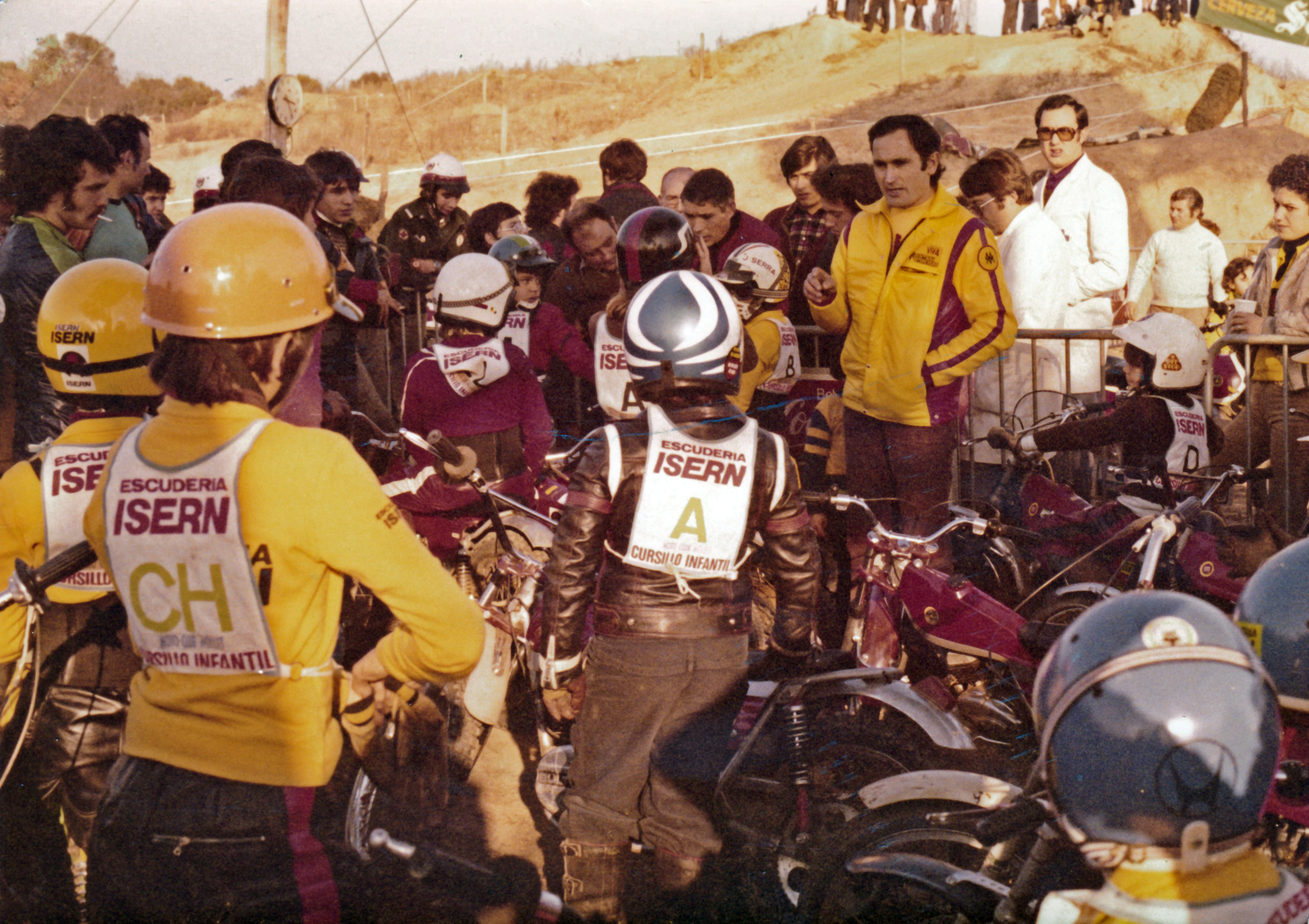
Pere Pi impartint un curset infantil l'hivern de 1974
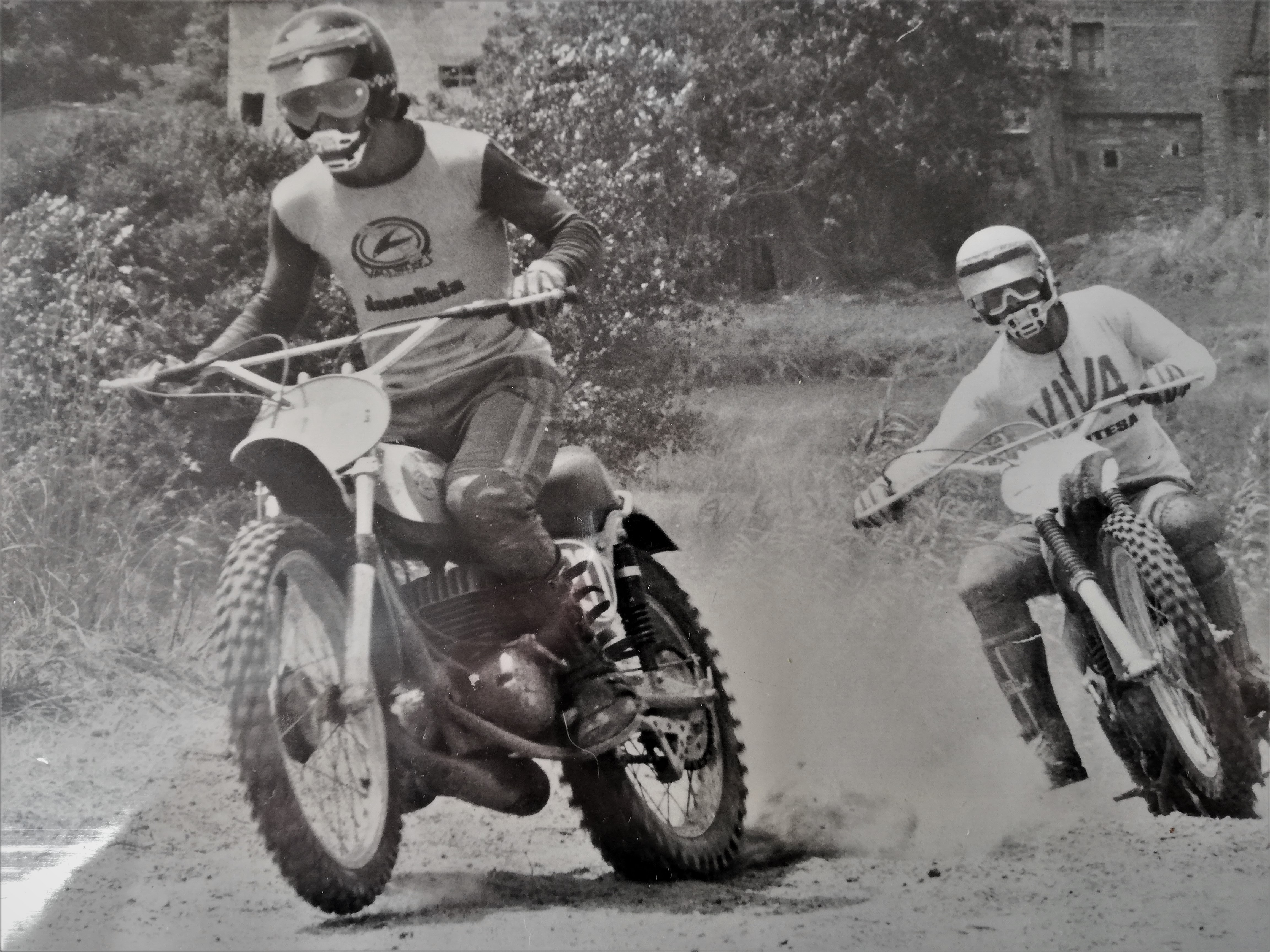
Una cursa cap a 1975
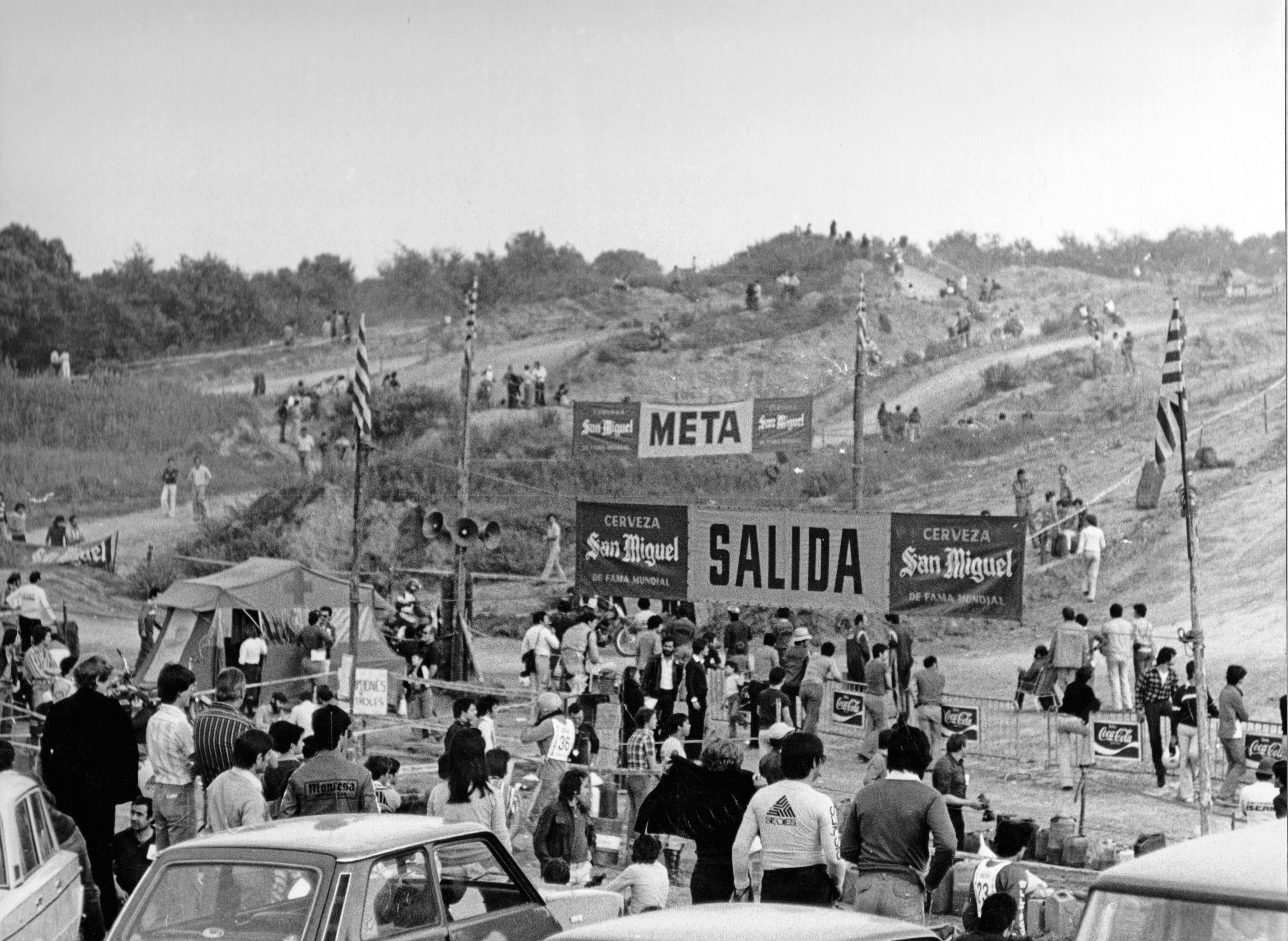
Vista del circuit a mitjan anys 70
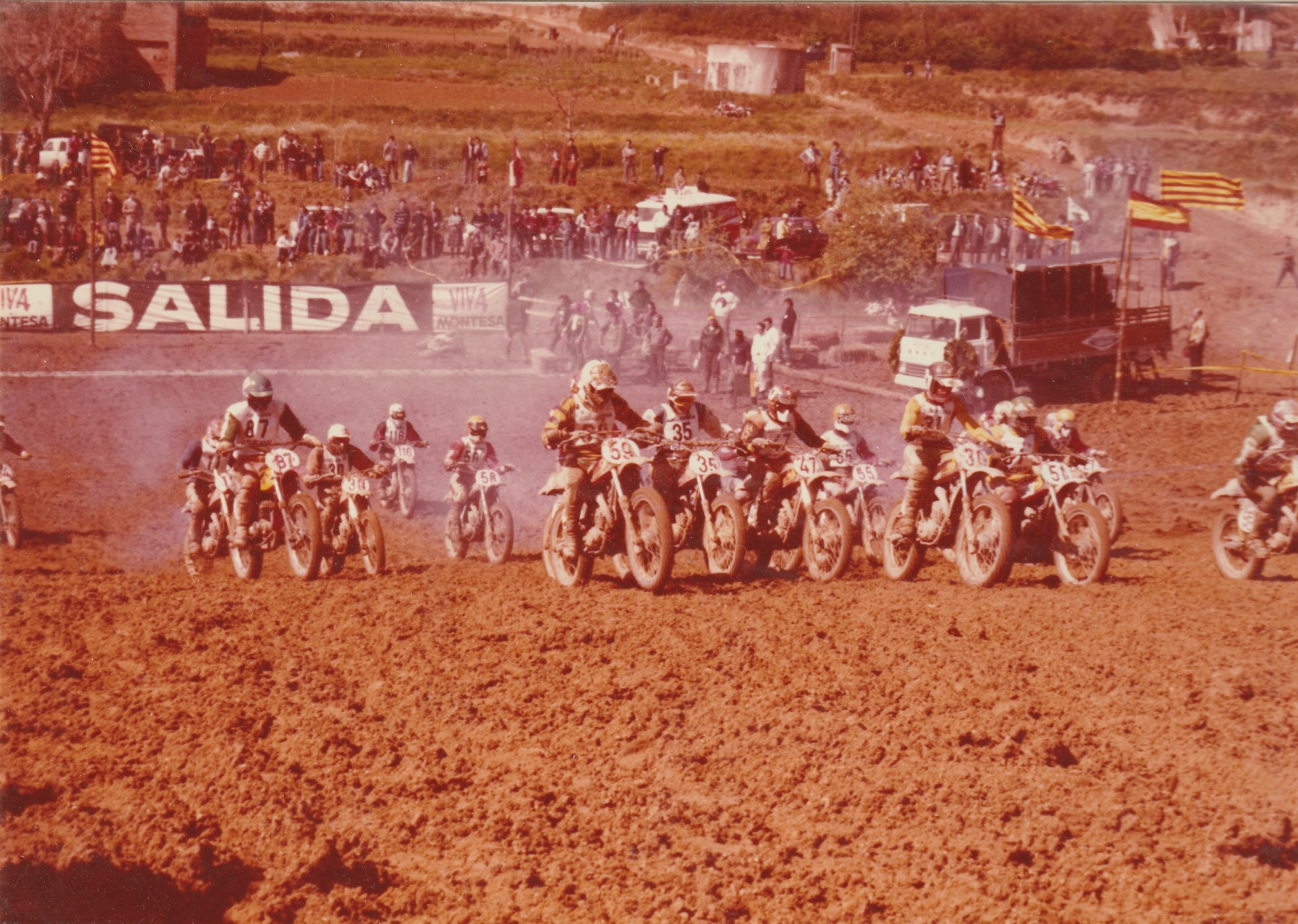
Sortida de la Copa RFME 125cc (1977)
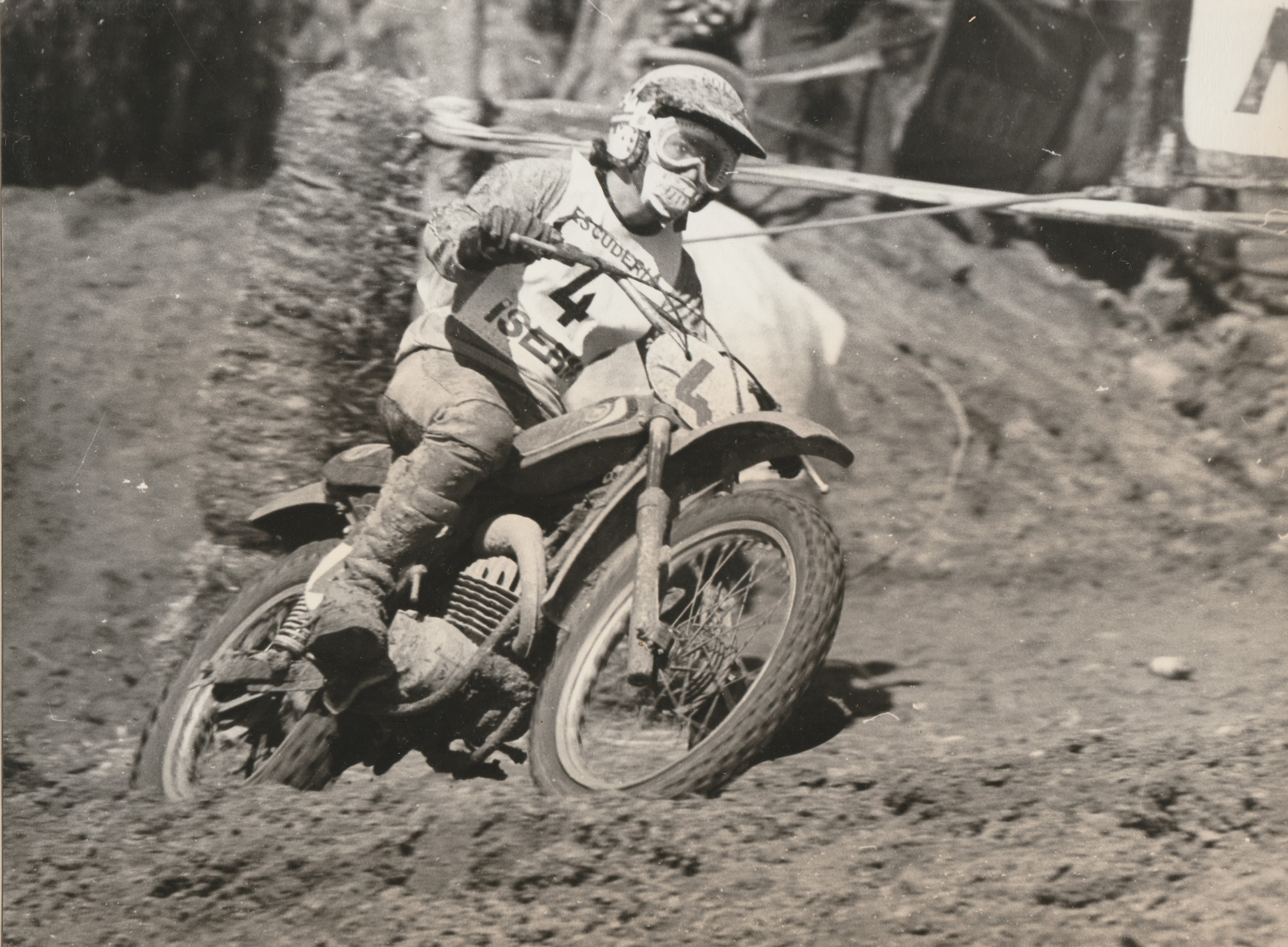
J.J. Barragán a la Copa RFME 125cc (1977)

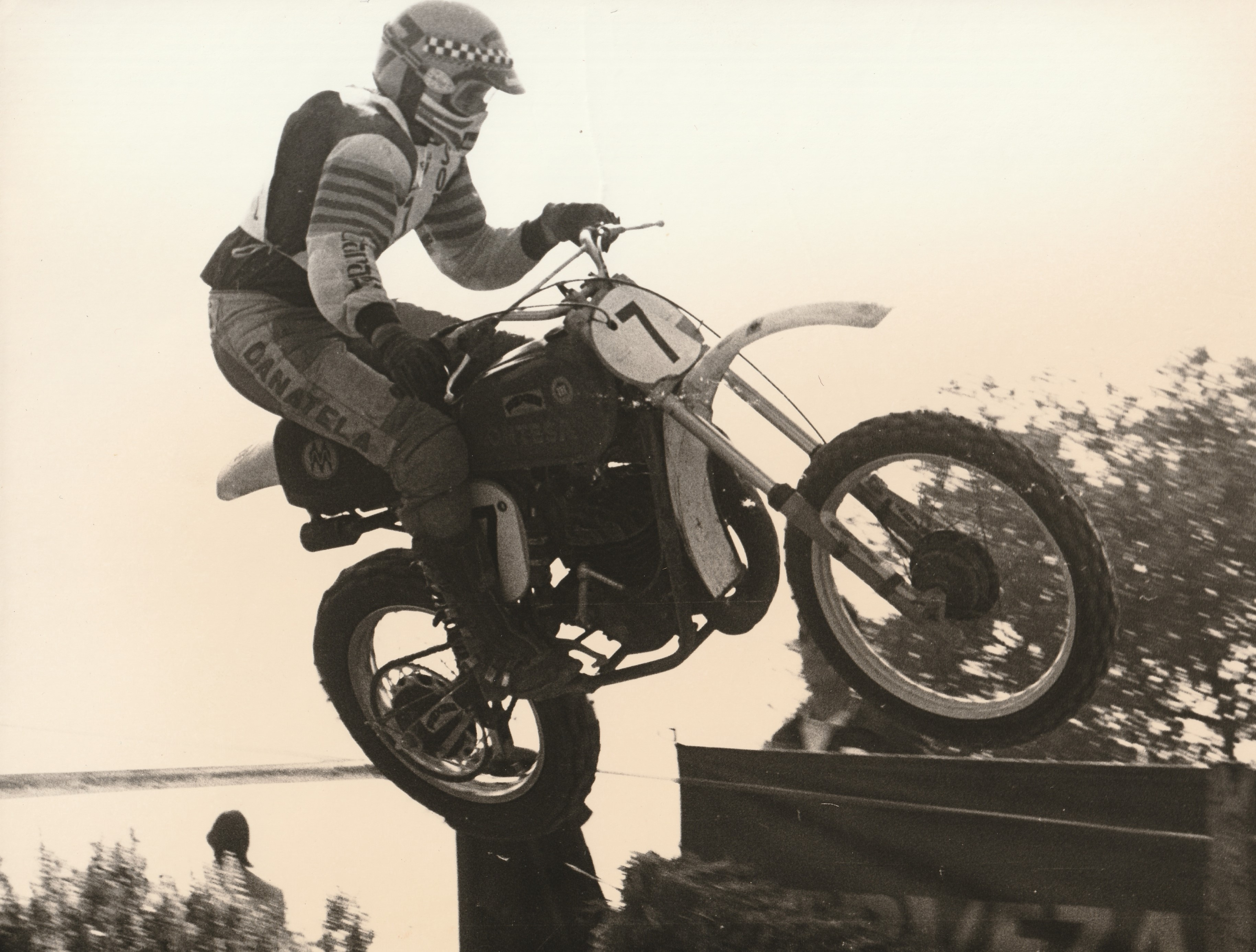
Toni Arcarons a les 150 Milles de 1977
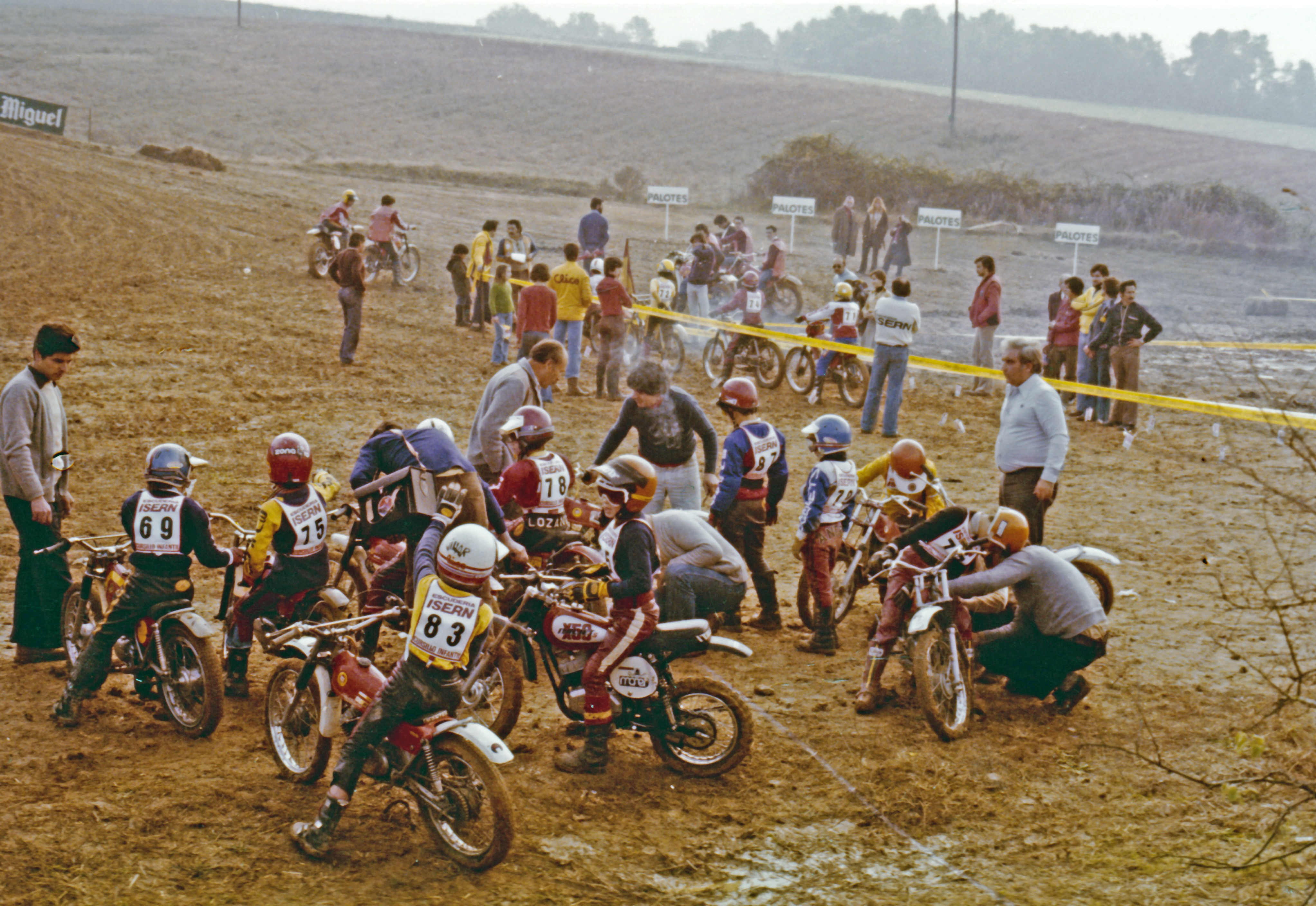
Gravació de l'anunci de Palotes a Gallecs el 1977
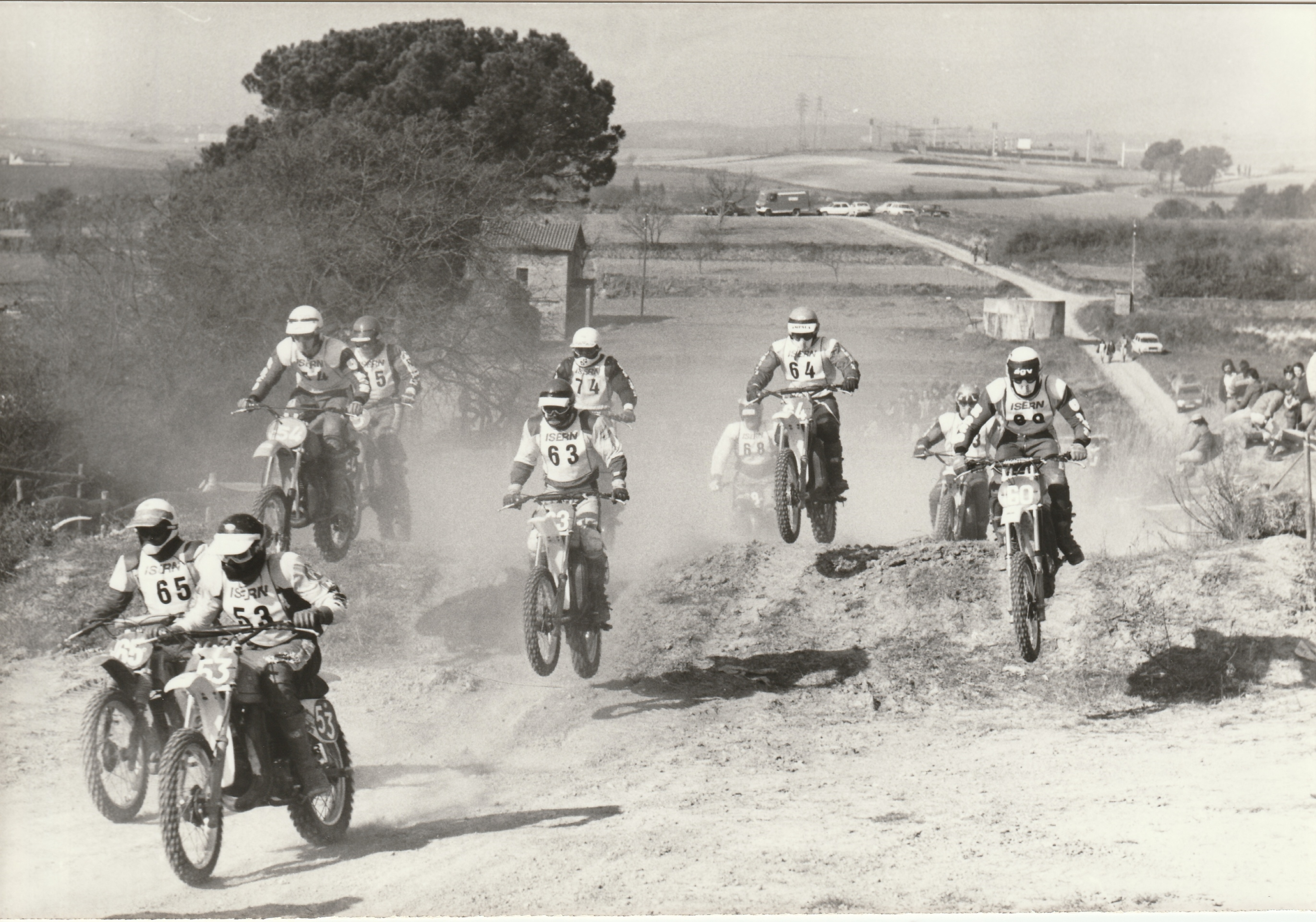
Un dels primers salts després de la sortida (1978)
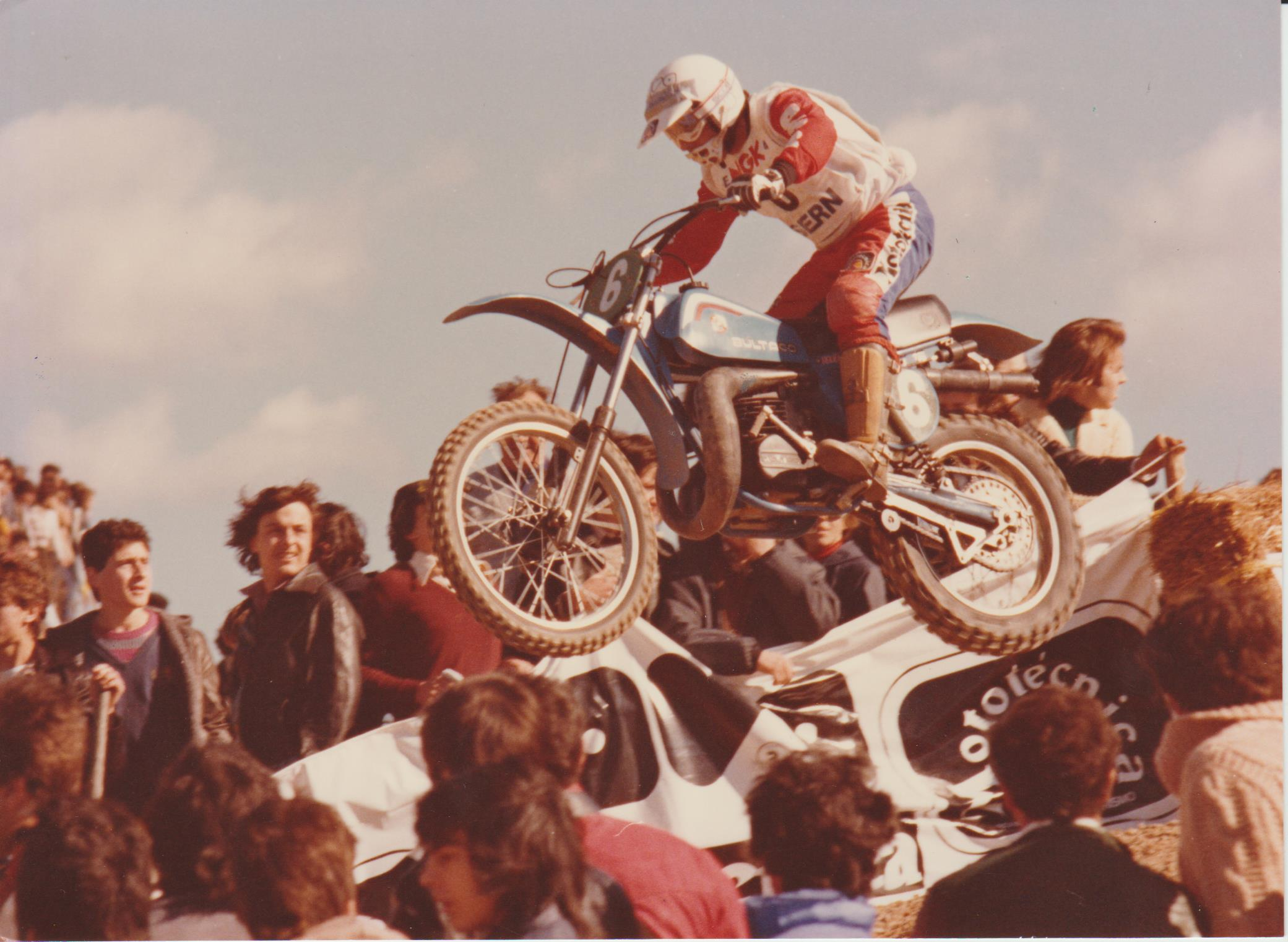
Domingo Gris al Motocròs Vila de Mollet de 1978
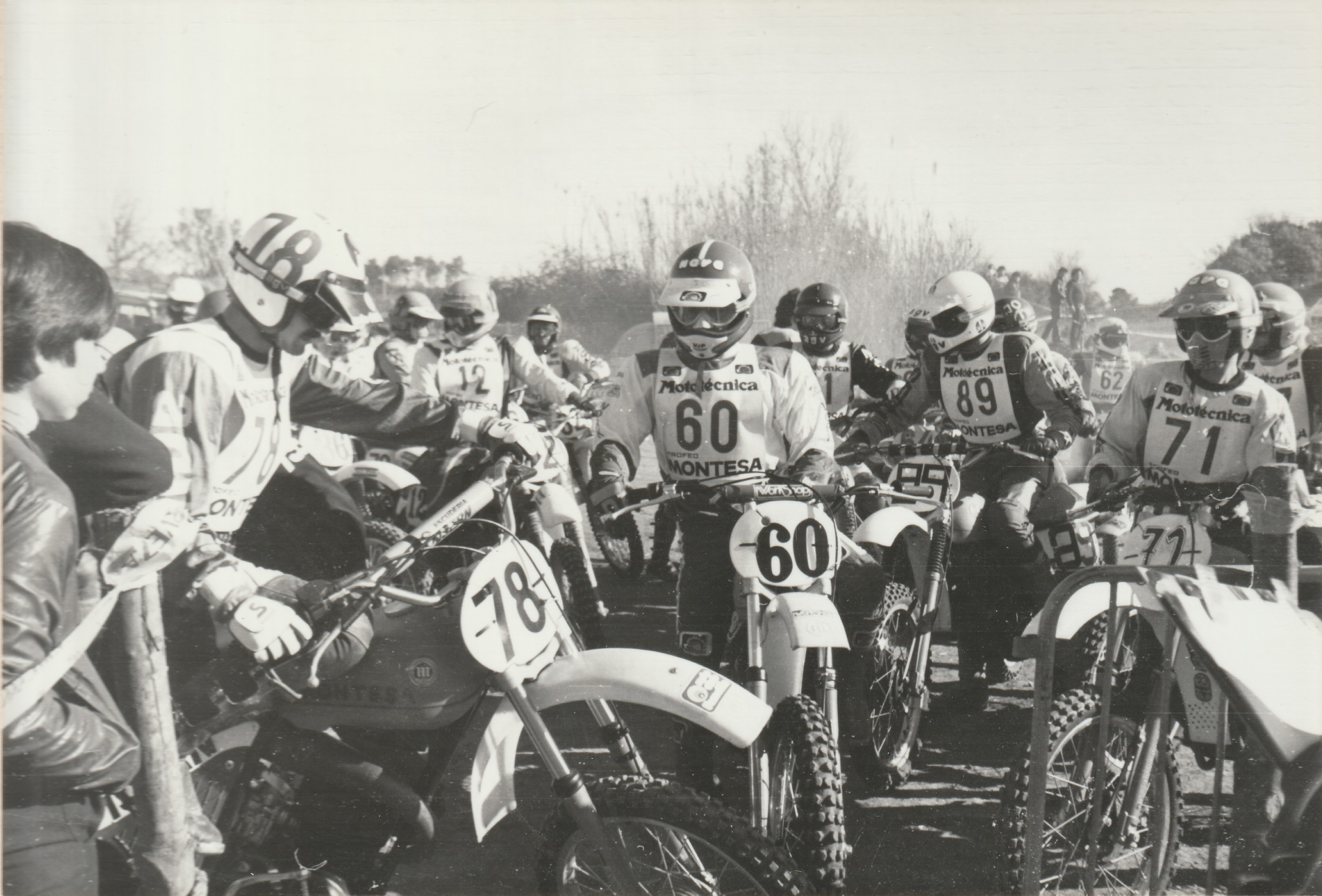
Ambient abans d'una cursa al Trofeu Montesa de 1979
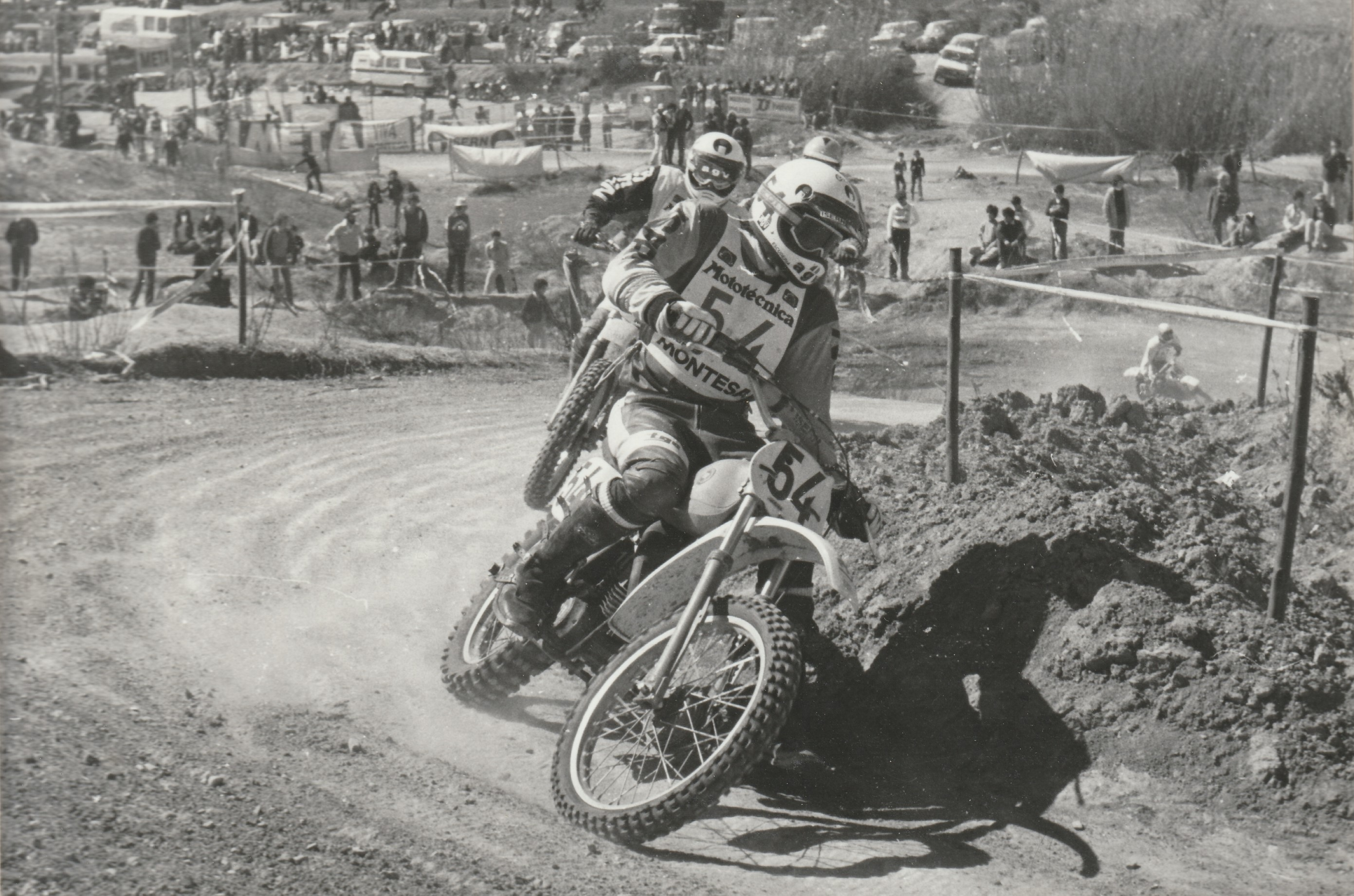
Guillamat i Suñol durant el Trofeu Montesa de 1979